# Hồ Buttle
Hồ Buttle là một hồ nước trên đảo Vancouver ở quận vùng Strathcona, British Columbia, Canada. Đó là dài khoảng 23 km (14 dặm) và rộng 1,5 km (0,9 dặm), có diện tích 28 km2 (11 dặm vuông), độ sâu lên đến 120 m (394 ft), và nằm ở độ cao 221 m (725 ft). Hồ nằm giữa sông Campbell và sông Vàng trong Công viên tỉnh Strathcona. Hồ là nguồn của sông Campbell.
Hồ được đặt tên theo tên của John Buttle, nhà địa chất học và thực vật học đến từ Vườn thực vật hoàng gia Kew, London, người phát hiện ra hồ và lập bản đồ khu vực vào năm 1865. Buttle cũng khám phá đảo Vancouver cùng tiến sĩ Robert Brown như một phần của cuộc thám hiểm đảo Vancouver trong 1864.

## Liên kết
- Details at B.C. Adventure